# Klyftdvärgspindel
Klyftdvärgspindel (Notioscopus sarcinatus) är en spindelart som först beskrevs av O. Pickard-Cambridge 1872.  Klyftdvärgspindel ingår i släktet Notioscopus och familjen täckvävarspindlar. Arten är reproducerande i Sverige. Inga underarter finns listade i Catalogue of Life.